# Nevio Skull
Nevio Skull (Fiume, 23 dicembre 1903 – Fiume, 3 maggio 1945) è stato un imprenditore e politico italiano.

## Biografia
Dal padre Giuseppe ereditò la proprietà della "Fonderia e Fabbrica macchine Matteo Skull", fondata a Fiume nel 1878 e diventata in breve tempo la più importante industria privata della città, e ne assunse la direzione nel 1935. Dopo l'8 settembre 1943 fu avvicinato da emissari delle forze partigiane jugoslave, che lo sapevano vicino agli ex seguaci del Partito Autonomo Fiumano di Riccardo Zanella, i quali cercarono di convincerlo "ad accordi politici, come fecero, senza risultato, con Mario Blasich, poi trucidato nel maggio 1945", ossia ad avallare l'annessione della città alla Jugoslavia. Skull respinse tali proposte e nella notte tra il 3 e il 4 maggio 1945, successiva all'occupazione jugoslava di Fiume, venne arrestato da alcuni agenti dell'OZNA, la polizia politica di Tito e scomparve. Il suo cadavere fu ritrovato sul greto del fiume Eneo venticinque giorni dopo: presentava una ferita d'arma da fuoco alla nuca.